# Crailsheim
Crailsheim je město v Německu. Nachází se v zemském okrese Schwäbisch Hall ve spolkové zemi Bádensko-Württembersko a žije v něm přibližně 36 tisíc obyvatel. Městem protéká řeka Jagst. Dělí se na obvody Beuerlbach, Crailsheim, Goldbach, Jagstheim, Onolzheim, Roßfeld, Tiefenbach, Triensbach a Westgartshausen.
První písemná zmínka o Cralshiemu pochází z roku 1136 a v roce 1338 mu byla udělena městská práva. Místní kulinářskou specialitou je pečivo horaff, které je spojeno s obléháním města v roce 1380. Podle pověsti místní ženy napekly z poslední mouky rohlíky ve tvaru zadnice a házely je z hradeb nepřátelům, kteří nabyli dojmu, že město má dostatečné zásoby jídla, takže obléhání ukončili. Pamětihodnostmi Crailsheimu jsou radnice s 57,5 m vysokou věží a evangelický kostel Johanneskirche z 15. století.
Průmysl v Crailsheimu reprezentují strojírenská firma Voith a pobočka koncernu Procter & Gamble, sídlí zde také pivovar Engel. Město je významným dopravním uzlem.
Místní basketbalový klub Crailsheim Merlins je účastníkem německé nejvyšší soutěže.